# 루이스 마일스톤

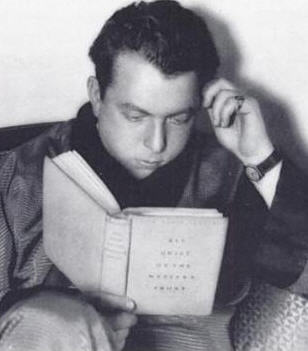
루이스 마일스톤

루이스 마일스톤(Lewis Milestone, 1895년 9월 30일 ~ 1980년 9월 25일)은 러시아 출신의 미국의 영화 감독 겸 영화 제작자, 영화 시나리오 작가이다.
오션스 일레븐, 레인, 서부 전선 이상 없다는 그의 대표작으로 손꼽힌다. 미인국 2인 행각으로 1929년 제1회 아카데미 시상식 코미디 감독상을, 서부 전선 이상 없다로 1931년 제3회 아카데미 시상식 감독상을 수상하기도 했다.